# Villaverde-Mogina
Villaverde-Mogina község Spanyolországban, Burgos tartományban. Villaverde-Mogina Belbimbre, Santa María del Campo, Valles de Palenzuela, Villodrigo, Revilla Vallejera és Los Balbases községekkel határos. Lakosainak száma 75 fő (2024).

## Népesség
A település népessége az utóbbi években az alábbiak szerint változott:
| Lakosok száma | 113  | 109  | 100  | 98   | 82   | 83   | 80   | 74   | 74   | 75   |
|               | 2001 | 2004 | 2006 | 2009 | 2011 | 2014 | 2016 | 2019 | 2021 | 2024 |